# روبرت جروسيتيست
روبرت غروسيتيستي (/ˈɡroʊstɛst/ GROHS-test) (1175-9 أكتوبر 1253) رجل دولة إنجليزي وفيلسوف مدرسي ولاهوتي وعالم وأسقف لينكولن. ولد لأبوين متواضعين في سترادبروك في سوفولك. اشتُهر بعد وفاته كقديس في إنجلترا واكتسب احترامًا عالميًا تقريبًا إذ فشلت محاولات وصوله إلى مرحلة التقديس الرسمي. أطلق عليه المؤرّخ أليستير كاميرون كرومبي لقب «المؤسس الحقيقي لتراث الفكر العلمي في أكسفورد في العصور الوسطى والمشارك في تأسيس التراث الفكري الإنكليزي الحديث».

## مهنة علمية

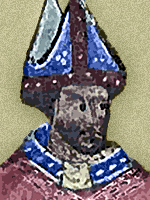
رسم لروبرت جروسيتيست من مخطوطة مذهبة أواخر القرن الرابع عشر

ليست هناك الكثير من الأدلة المباشرة حول تعليم غروسيتيستي، فربما تلقى تعليمًا في الفنون الحرة في هيرفورد في ضوء علاقته بأسقف هيرفورد وليام دي فيري في تسعينيات القرن العشرين وتوصية من جيرالد الويلزي، ومن المؤكد إلى حدٍ ما أنه أصبح أستاذًا بحلول عام 1192 على الرغم من عدم وجود دليل مؤكد على إتمامه للمراحل الدراسية كلها. حصل غروسيتيستي على منصب في منزل الأسقف، ولكنه اختفى عن الوجود التاريخي لعدة سنوات عند وفاة الأسقف. ظهر مرة أخرى في أوائل القرن الثالث عشر بصفته قاضيًا مفوضًا في هيرفورد، ولم تتوفر تفاصيل حول مكان إقامته أو ما إذا كان قد استمر في الدراسة.
بدأ غروسيتيستي ريع قرية أبوتسلي في أبرشية لينكولن بصفته كشماس بحلول عام 1225. انقسمت الآراء حول حياته التدريسية في تلك الفترة من حياته. يجادل بعض المؤرخين بأنه بدأ مسيرته التدريسية في اللاهوت بجامعة أكسفورد في ذلك العام، بينما جادل آخرون مؤخرًا بأنه استخدم دخل منصبه الكنسي لدعم الدراسات في علم اللاهوت في جامعة باريس، وتوجد أدلة واضحة على أنه كان معلمًا في جامعة أكسفورد بين عامي 1229 و1230، ومحاضر في اللاهوت في الفرنسيسكان الذين بنوا ديرًا في أكسفورد في حوالي عام 1224، وبقي في هذا المنصب حتى 12 مارس في عام 1235.
توجد بعض الآراء التي تؤكد تعيينه كمستشار لجامعة أكسفورد، إذ يأتي هذا التأكد من حكاية طُرحت في أواخر القرن الثالث عشر والتي ينص ادعائها الرئيسي على إنه كان يحمل لقب سيد الطلاب.
بدأ محاضرته في علم اللاهوت بجامعة أكسفورد في الوقت نفسه. عينه أسقف لينكولن هيو الويلزي رئيس الشمامسة في كنيسة مدينة ليستر، واستلم منصبًا كنسيًا جعل منه أيضًا كاهنًا في كاتدرائية لينكولن. أصيب بمرض شديد في عام 1232، واستقال من ريعه لكنيستي أبوتسلي وليستر وحافظ على منصبه ككاهن، ويعود سبب ذلك إلى تغيير المواقف اتجاه استلامه ريع أكثر من كنيسة (أي استلامه لأكثر من منصب كنسي في وقت واحد)، وقدم استقالته من جميع هذه المناصب بعد طلب المشورة من البلاط البابوي. تفاجأ من غضب أصدقائه وزملائه على استقالاته وشكا سوء فهمم لنواياه لأخته وإلى أقرب صديق له الفرنسيسكان آدم مارش.
درّب غروسيتيستي الفرنسيسكان على المناهج الدراسية القياسية لعلم اللاهوت الجامعي بصفته كرئيس للكتاب المقدس (مخطوطات علم اللاهوت باللاتينية). كان الفرنسيسكان روجر بيكون أشهر تلميذ له، واكتسب اهتمامه بالأساليب العلمية منه. حاضر غروسيتيستي بسفر المزامير ورسائل بولين وسفر التكوين وربما بكتاب الإشعيا ودانيال وسيراخ، وناقش بالطبيعة اللاهوتية للحقيقة وفعالية قانون الفسيفساء. بشّر غروسيتيستي أيضًا في الجامعة ودُعي للتبشير داخل الأبرشية أيضًا.
جمع بعض خطبه التبشيرية إلى جانب بعض الملاحظات والردود القصيرة بعد وقت قصير من مغادرته أكسفورد وعُرفت فيما بعد باسم «ديكتا» أي الأقوال المأثورة. تكشف كتاباته اللاهوتية عن اهتمام مستمر بالعالم الطبيعي كمصدر رئيسي للتفكير اللاهوتي وقدرة على قراءة المصادر اليونانية. يكشف فهرسه اللاهوتي عن اتساع نطاق تعلمه ورغبته في إيصاله بطريقة منهجية. فقد أسلوب غروسيتيستي الخاص التنظيم بشكل أكثر بكثير من العديد من معاصريه المدرسيين، وعكست كتاباته آرائه الشخصية وتوقعاته.

## أسقف لينكولن
توفي هيو الويلزي في فبراير في عام 1235، واجتمع كهنة كاتدرائية لينكولن لانتخاب خليفة له. تعيّن غروسيتيستي نتيجة لذلك الاجتماع خليفة لهيو الويلزي وذلك بعد خوف الكهنة من انتزاع الانتخابات من أيديهم بعد استغراقهم لكثير من الوقت أثناء البحث. استلم المنصب في يونيو من نفس العام في ريدينج. وضع برنامجًا مبتكرًا للزيارة، وهو إجراء مخصص عادةً لتفتيش الأديرة. وسع غروسيتيستي نطاق البرنامج ليشمل جميع عمداء كل أبرشية من أسقفيته الواسعة.
غرقت السنوات الأخيرة من حياة غروسيتيستي والأسقفية في صراع مع رئيس أساقفة كانتربيري الجديد الذي يُدعى بونيفاس سافوي. سافر إلى البلاط البابوي في عام 1250 حيث قرأ أحد الكرادلة شكاويه في مقابلة مع البابا إنوسنت الرابع. ادعى غروسيتيستي أن البابا بونيفاس كان يهدد صحة الكنيسة وأنه أيضًا كان مذنبًا تمامًا لعدم كبح جماحه وأن ذلك كان من أحد أسباب قلق الكنيسة بأكملها. لاحظ معظم المراقبين العداء الشخصي بين أسقف لينكولن والبابا، ولكنه لم يمنع البابا من الموافقة على معظم اقتراحات غروسيتيستي حول الطريقة التي يجب أن تعمل بها الكنيسة الإنجليزية.

## الموت والدفن
توفي غروسيتيستي في 9 أكتوبر في عام 1253 وكان عمره بين السبعين والثمانين.
دُفن في قبر داخل نصب تذكاري في كاتدرائية لينكولن. كُتب على لوحة القبر ما يلي:
«يرقد في هذا المكان جسد روبيرت غروسيتيستي الذي ولد في سترادبروك في سوفولك ودرس في جامعة باريس، والذي أصبح في عام 1224 مستشارًا لجامعة أكسفورد حيث رافق وعلّم تعاليم الرهبان التي تأسست حديثًا. أصبح رئيس شمامسة كنيسة ليستر وكاهنًا من هذه الكاتدرائية، واستلم منصب أسقف لينكولن من 17 يونيو في عام 1235 حتى وفاته. كان رجلاً يتعلم ويلهم العلماء وحاكمًا وراعيًا حقيقيًا لرعيته. اهتم دائمًا بإيصالهم إلى المسيح الذي عمل في خدمته لتهدئة العدالة بالرحمة. كره الخطيئة أثناء محبته الخاطئ، وتساهل بالعقوبة عند رعاية الضعيف. مات في 8 أكتوبر في عام 1253».

## السمعة والإرث
كان غروسيتيستي رجلًا مسنًا، وكانت سمعته راسخة عندما أصبح أسقفًا. أظهر بدوره كرجل دولة كنسي نفس الحماس والتنوع الذي قدمه في حياته الأكاديمية. تجلّى التوجه العام للكتّاب المعاصرين بالمبالغة في تقديم خدماته السياسية والكنسية وإهمال أدائه كعالم وباحث. كان رأي كتّاب عصره كما عبر عنه ماثيو باريس وروجر بيكون مختلفًا تمامًا، ويعترف معاصروه بتميز نواياه كرجل دولة ولكنهم يشددون على عيوبه التي تنحصر في الطبع والتقدير. رأوا فيه رائد حركة أدبية وعلمية وعالم الرياضيات والفيزيائي الأول في عصره، وليس مجرد كنسي كبير رعى التعليم في أوقات فراغه.
بُنيت جامعة الأسقف غروسيتيستي بالقرب من كاتدرائية لينكولن، وسميت على اسمه تقديرًا له. توفر الجامعة التدريب الأولي للمعلمين والشهادات الأكاديمية على جميع المستويات. استضافت الجامعة في عام 2003 مؤتمرًا دوليًا عن غروسيتيستي على شرف الذكرى السبعمئة والخمسين على وفاته.

## روابط خارجية
- روبرت جروسيتيست على موقع الموسوعة البريطانية (الإنجليزية)
- روبرت جروسيتيست على موقع إن إن دي بي (الإنجليزية)